# One Headlight
«One Headlight» —en español: «Un faro»— es una canción interpretada por la banda estadounidense The Wallflowers. La canción fue escrita por el cantante de la banda Jakob Dylan, y producido por T-Bone Burnett. Fue lanzado oficialmente el 24 de febrero de 1997 a través de Interscope Records, aunque la canción se presentó el día 13 de enero del mismo año en el programa radial de Howard Stern en la 92.3 de Nueva York, siendo el segundo sencillo del álbum Bringing Down the Horse de 1996. En 2000, la canción fue ubicada en el puesto número 58 según las listas de Rolling Stone y MTV de las "100 mejores canciones pop de todos los tiempos". La canción ganó el Premio Grammy de 1998 en las categorías Mejor canción de rock y Mejor interpretación rock por un dúo o grupo.
La canción aparece en la película Excess Baggage de 1997.

## Video musical
Un video musical dirigido por Joe Perota fue filmado para la canción y se estrenó a principios de 1997.

## Lista de canciones
1. «One Headlight» (Versión editada) – 4:38
2. «6th Avenue Heartache» (acústico) – 4:57
3. «Angel on My Bike» (en vivo) – 4:46

## Posicionamiento en listas
| Listas (1997)                             | Mejor posición |
| ----------------------------------------- | -------------- |
| Australia (ARIA)                          | 14             |
| Canadá (RPM Top Singles)                  | 1              |
| Estados Unidos (Hot 100 Airplay)          | 2              |
| Estados Unidos (Mainstream Rock Tracks)   | 1              |
| Estados Unidos (Modern Rock Tracks)       | 1              |
| Estados Unidos (Adult Top 40)             | 1              |
| Estados Unidos (Adult Contemporary)       | 30             |
| Estados Unidos (Mainstream Top 40)        | 2              |
| Reino Unido (The Official Charts Company) | 54             |

### Sucesión en listas
| Anterior: «Blow Up the Outside World» de Soundgarden | Mainstream Rock Tracks — Sencillo Nro 1 1 de febrero de 1997 — 1 de marzo de 1997 | Siguiente: «Falling in Love (Is Hard on the Knees)» de Aerosmith |
| Anterior: «Lakini's Juice» de Live                   | Modern Rock Tracks — Sencillo Nro 1 8 de marzo de 1997 — 12 de abril de 1997      | Siguiente: «Staring at the Sun» de U2                            |

## Versiones
- Los cantantes de country Lisa Brokop y Paul Jefferson grabaron su versión en su álbum de 2011, The Jeffersons, lanzada en Canadá.
- Relient K versionó esta canción incluida en su EP de 2011, Is for Karaoke.